# Le Monde de Sacha
Pour plus de détails, voir Fiche technique et Distribution.
Le Monde de Sacha (russe : Страна Саша) est un mélodrame romantique et initiatique russe réalisé par Ioulia Trofimova (ru) et sorti en 2022.
Il s'agit d'une adaptation du roman éponyme de Gala Ouzrioutova (ru), paru en 2019.

## Synopsis
Nous sommes en 2021, et Sacha vit avec sa mère Sofia à Kaliningrad. Son père l'a abandonnée quand il avait trois ans. Sa mère le pousse à s'inscrire enfin à l'université. Max, un peu plus âgé, est artiste et fait des graffitis. Sacha l'accompagne régulièrement. Le garçon ne veut rien savoir de son père Igor.
Un jour, sa mère fait la connaissance de Max. Elle est certes inquiète parce qu'il est nettement plus âgé que son fils, mais elle estime qu'il n'est pas trop vieux pour avoir une liaison secrète avec lui. Roma, l'oncle de Sacha, pense qu'il devrait s'engager dans l'armée, comme les autres jeunes hommes qui ne sont pas des mauviettes. Max, en revanche, qui gagne sa vie grâce à son art, le conforte dans son talent créatif.
Dès le jour où Sacha commence son travail dans un hôpital psychiatrique, où il doit peindre un mur dans la salle d'attente, il fait la connaissance d'une jeune fille nommée Jénia. Sur les conseils de son médecin, elle doit parler à la première personne qu'elle rencontre afin de surmonter ses angoisses sociales. Ils se promènent et il la ramène chez elle. Ils se voient désormais plus souvent, tout simplement parce qu'ils s'entendent bien. Lorsqu'il rend visite à Jénia chez elle, il fait également la connaissance de ses parents. Les deux adolescents sont créatifs et s'intéressent à la musique. Sascha lui montre ses croquis, Jénia joue du ukulélé, chante très bien et aimerait étudier le design de mode.
Ils échangent rapidement leur premier baiser et, lorsque leurs parents s'absentent deux jours, ils ont pour la première fois des rapports sexuels.

## Fiche technique

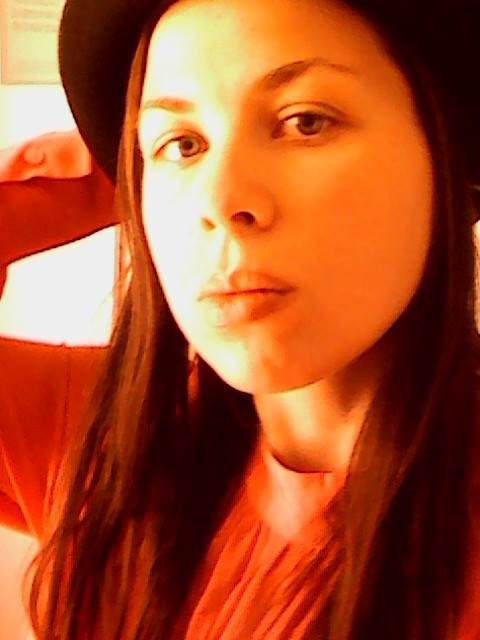
Le film est une adaptation du roman éponyme de.

- Titre français : Le Monde de Sacha[1]
- Titre original : Страна Саша, Strana Sacha[2]
- Réalisation : Ioulia Trofimova (ru)
- Scénario : Maria Choulguina, Elizaveta Tikhonova, Ioulia Trofimova, d'après le roman éponyme de Gala Ouzrioutova (ru), paru en 2019[3],[4]
- Photographie : Igor Povolotski
- Montage : Vadim Saprikine
- Musique : Sergueï Stern
- Production : Constantin Fam (ru), Katherina Mikhaïlova
- Sociétés de production : Vega Film
- Pays de production :  Russie
- Langue originale : russe
- Format : couleurs
- Genre : mélodrame romantique et initiatique
- Durée : 83 minutes
- Dates de sortie : 
  - Allemagne : 15 février 2022 (Berlinale 2022)
  - Russie : 14 juillet 2022

## Distribution
- Mark Eidelstein : Sacha
- Maria Matsel (ru) : Jénia
- Evguenia Gromova : Sofia
- Dmitri Endaltsev
- Daria Roumiantseva
- Alissa Tarassenko